# Hydrophis sibauensis
Hydrophis sibauensis är en orm som beskrevs 2001 av Arne Redsted Rasmussen, Mark Auliya och Wolfgang Böhme. Arten ingår i släktet Hydrophis och familjen giftsnokar i underfamiljen havsormar. Inga underarter finns listade i Catalogue of Life.
Denna orm är endast känd från exempla fångade i floden Sibau på västra Borneo. Kring floden finns träskmarker. Honor lägger inte ägg utan föder levande ungar. Ormens bett är giftigt.
Det är inget känt om populationens storlek och möjliga hot. IUCN kategoriserar arten globalt som otillräckligt studerad.